# Albert Sidney Johnston
Albert Sidney Johnston, född 2 februari 1803, död 6 april 1862, var en amerikansk militär.
Johnston inträdde 1826 i armén, utvandrade 1834 till Texas, var 1838-1840 överbefälhavare och krigsminister där och deltog sedermera som chef för ett regemente frivilliga i kriget mot Mexiko 1846-1848. Han återinträdde i USA:s armé 1849 och blev brigadgeneral för sina insatser i samband med Utahkriget. Vid amerikanska inbördeskrigets utbrott slöt han sig till sydstatsarmén och blev befälhavare på den västra krigsskådeplatsen. Här stupade Johnston i slaget vid Shiloh 6 april 1862.